# William George Armstrong
William George Armstrong, primer barón Armstrong (26 de noviembre de 1810 - 27 de diciembre de 1900) fue un ingeniero e industrial británico, que fundó la empresa mecánica Armstrong Whitworth en Tyneside. También fue un eminente científico, inventor y filántropo. En colaboración con el arquitecto Richard Norman Shaw, construyó en Northumberland Cragside, la primera casa del mundo iluminada por hidroelectricidad. Se le considera el inventor de la artillería moderna.
Recibió un título de caballero en 1859, después de otorgar sus patentes de armas al gobierno británico. En 1887, en el año del jubileo de oro de la reina Victoria, fue elevado a la nobleza como Barón Armstrong de Cragside.

## Primeros años
Armstrong nació en Newcastle upon Tyne en 9 Pleasant Row, Shieldfield, aproximadamente a una milla del centro de la ciudad. Aunque la casa en la que nació ya no existe, una placa de granito con una inscripción marca el lugar donde se encontraba. En ese momento el área, al lado del barras-bridge-and-newcastles-beautiful-lost-dean / Pandon Dene, era rural. Su padre, también llamado William, era un comerciante de maíz en el muelle de Newcastle, que ascendió en las filas de la sociedad de Newcastle hasta convertirse en alcalde de la ciudad en 1850. Una hermana mayor, Anne, nacida en 1802, recibió el nombre de su madre, la hija de Addison Potter.
Armstrong fue educado en  Royal Grammar School, Newcastle upon Tyne, hasta los dieciséis años, cuando fue enviado a Bishop Auckland Grammar School. Mientras estaba allí, a menudo visitaba las obras de ingeniería cercanas de William Ramshaw. Durante sus visitas conoció a su futura esposa, Margaret, la hija de Ramshaw, seis años mayor que él.
El padre de Armstrong pensó que su hijo debía estudiar la carrera de derecho, por lo que fue enviado a Armorer Donkin, con un abogado amigo de su padre. Pasó cinco años en Londres estudiando leyes y regresó a Newcastle en 1833. En 1835 pasó a ser socio del negocio de Donkin y la firma se convirtió en Donkin, Stable and Armstrong. Se casó con Margaret Ramshaw en 1835, y construyeron una casa en Jesmond Dene, en el extremo este de Newcastle. Trabajó durante once años como abogado, pero durante su tiempo libre mostró gran interés en la ingeniería, desarrollando la "Máquina Hidroeléctrica Armstrong" entre 1840 y 1842.

## Cambio de carrera
Armstrong era un gran aficionado a la pesca, y mientras pescaba en el río Dee en Dentdale, en los montes Peninos, vio una rueda hidráulica en acción, suministrando energía a una cantera de mármol, y le pareció que se estaba desperdiciando una gran parte de la potencia disponible. Cuando regresó a Newcastle, diseñó un motor rotativo impulsado por agua, que sería construido en los talleres de High Bridge de su amigo Henry Watson. Desafortunadamente, el motor no suscitó ningún interés. Armstrong desarrolló posteriormente un motor de pistón en lugar de uno rotativo y decidió que podría ser adecuado para accionar una grúa hidráulica. En 1846 su trabajo como científico aficionado fue reconocido cuando fue elegido miembro de la Royal Society.

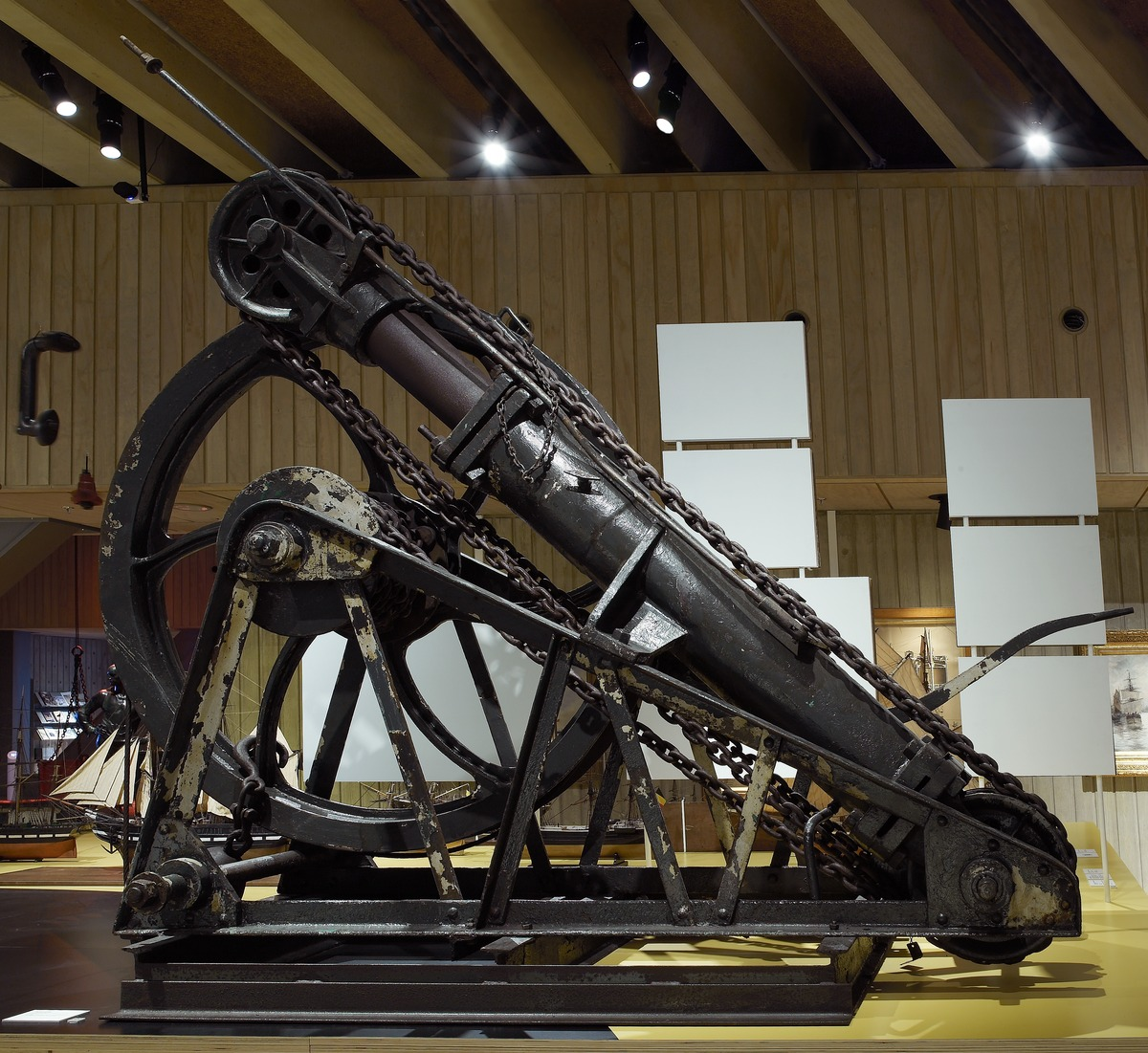
Cabrestante hidráulico Armstrong de 1888

En 1845 se puso en marcha un plan para proporcionar agua corriente desde depósitos distantes a los hogares de Newcastle. Armstrong participó en este plan y propuso a la Newcastle Corporation que el exceso de presión de agua en la parte baja de la ciudad se pudiera utilizar para impulsar una grúa portuaria especialmente adaptada por él mismo. Afirmó que su grúa hidráulica podía descargar barcos de forma más rápida y económica que las grúas convencionales. La Corporación estuvo de acuerdo con su sugerencia y el experimento resultó tan exitoso que se instalaron tres grúas hidráulicas más en el muelle.
El éxito de su grúa hidráulica llevó a Armstrong a considerar la creación de un negocio para fabricar grúas y otros equipos hidráulicos, lo que le llevó a renunciar a la práctica de la abogacía. Donkin, su colega legal, lo apoyó en el cambio de su carrera, brindándole respaldo financiero para la nueva empresa. En 1847, la empresa de W. G. Armstrong & Company compró 5,5 acres (22 260 m²) de un terreno junto al río en Elswick, cerca de Newcastle, donde comenzó a construir una fábrica. La nueva empresa recibió pedidos de grúas hidráulicas del Ferrocarril de Edimburgo y del Norte, y del Puerto de Liverpool, así como de una máquina hidráulica para las compuertas del muelle en Grimsby. La empresa pronto comenzó a expandirse. En 1850 produjo 45 grúas y dos años después, 75, con un promedio de 100 grúas por año durante el resto del siglo. En 1850, más de 300 hombres estaban empleados en la fábrica, pero en 1863 habían aumentado a 3800. La empresa pronto se diversificó en la construcción de puentes, siendo uno de los primeros pedidos el Puente de Inverness, completado en 1855.

## Acumuladores hidráulicos

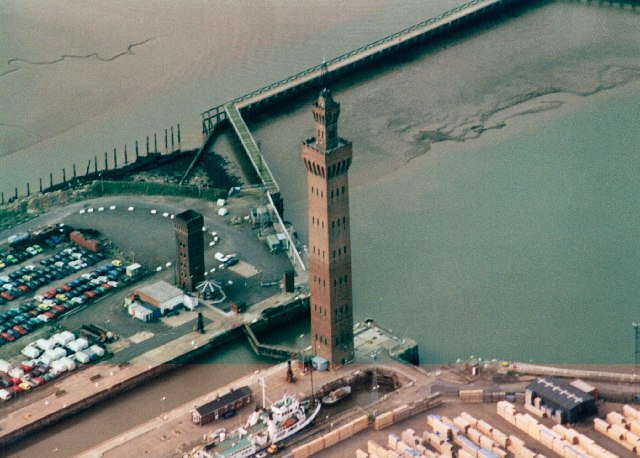
Torre del Muelle de Grimsby

Armstrong fue responsable del desarrollo del acumulador hidráulico. Cuando la presión de agua no estaba disponible para el uso de grúas hidráulicas, Armstrong a menudo construía torres de agua elevadas para proporcionar un suministro de agua a presión, como la Torre del Muelle de Grimsby. Sin embargo, al suministrar grúas para su uso en New Holland (Humber), no pudo hacerlo así debido a las malas condiciones de cimentación del terreno arenoso. Después de pensarlo mucho, ideó el acumulador por peso, un cilindro de hierro fundido equipado con un émbolo que soportaba un peso muy grande. El émbolo se levantaba lentamente, aspirando agua, hasta que la fuerza descendente del peso fuera suficiente para forzar el agua situada por debajo hacia las tuberías de alta presión. El acumulador fue un invento muy significativo, aunque poco espectacular, que encontró muchas aplicaciones en los años siguientes.

## Armamentos

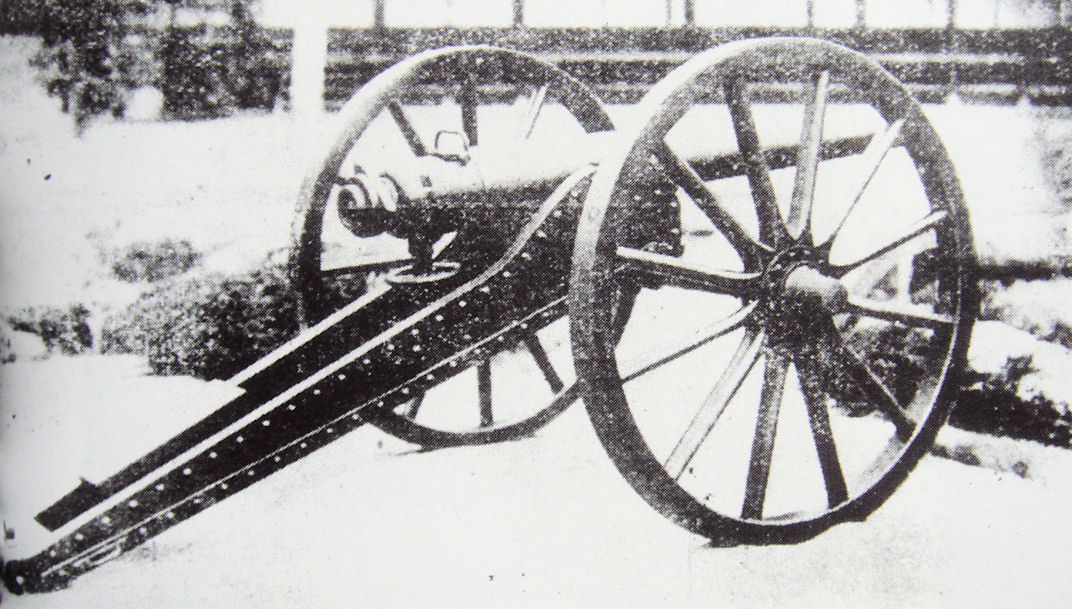
Cañón Armstrong, utilizado por Japón durante la guerra Boshin (1868-69)

En 1854, durante la Guerra de Crimea, Armstrong leyó sobre las dificultades que experimentó el Ejército Británico para maniobrar sus cañones de campaña pesados. Decidió diseñar un cañón de campaña más ligero y móvil, con mayor alcance y precisión. Construyó un arma de retrocarga con un fuerte cañón estriado, fabricado de hierro forjado envolviendo un revestimiento interior de acero, diseñado para disparar obuses en lugar de las bolas de cañón usadas hasta entonces. En 1855 tenía un cañón de cinco libras listo para ser inspeccionado por un comité gubernamental. El arma tuvo éxito en las pruebas, pero el comité pensó que se necesitaba una pieza artillera de mayor calibre, por lo que Armstrong construyó un cañón de 18 libras con el mismo diseño.
Después de las pruebas, esta arma fue declarada superior a todos los cañones rivales. Armstrong entregó la patente del arma al gobierno británico, en lugar de beneficiarse de su diseño. Como resultado, Armstrong sería ordenado caballero, título presentado a la reina Victoria en 1859. Armstrong se incorporó como ingeniero de artillería al Departamento de Guerra. Para evitar un conflicto de intereses si su propia empresa fabricaba armamento, Armstrong creó un empresa separada denominada Elswick Ordnance Company, en la que no tenía ninguna participación financiera. La nueva empresa acordó fabricar armamento para el gobierno británico y nada más. Bajo su nuevo cargo, se encargó de actualizar el antiguo Arsenal de Woolwich para que pudiera construir las armas diseñadas en Elswick.
Sin embargo, justo cuando parecía que la nueva arma estaba a punto de convertirse en un gran éxito, surgió una gran oposición, tanto dentro del ejército como por parte de los fabricantes de armas rivales, en particular de Joseph Whitworth de Mánchester. Se publicaron historias acerca de que el nuevo cañón era demasiado difícil de usar, demasiado caro y peligroso de usar, o que con frecuencia necesitaba reparación. Todo esto parecía una campaña concertada contra Armstrong, que pudo refutar todas estas afirmaciones frente a varios comités gubernamentales, pero que encontró las constantes críticas muy fatigosas y deprimentes. En 1862, el gobierno decidió dejar de encargar el nuevo cañón y volver al sistema de avancarga. Además, debido a la caída de la demanda, los pedidos futuros de armas se abastecerían en Woolwich, dejando a Elswick sin nuevos pedidos. Finalmente, se acordó una compensación con el gobierno por la pérdida de negocios de la empresa, que pasó legítimamente a vender sus productos a potencias extranjeras. La especulación de que sus armas se vendieron a los dos bandos en la Guerra de Secesión estadounidense fue infundada.

## Buques de guerra
En 1864, las dos empresas, W. G. Armstrong & Company y Elswick Ordnance Company, se fusionaron para formar la Sir W. G. Armstrong & Company. Armstrong había renunciado a su empleo en la Oficina de Guerra, por lo que ya no existía ningún conflicto de intereses. La compañía centró su atención en las armas navales. En 1867, Armstrong llegó a un acuerdo con Charles Mitchell, un constructor de barcos de Low Walker, por el que Mitchell construiría buques de guerra y Elswick proporcionaría las armas. Su primer barco, construido en 1868, sería el cañonero HMS Staunch.

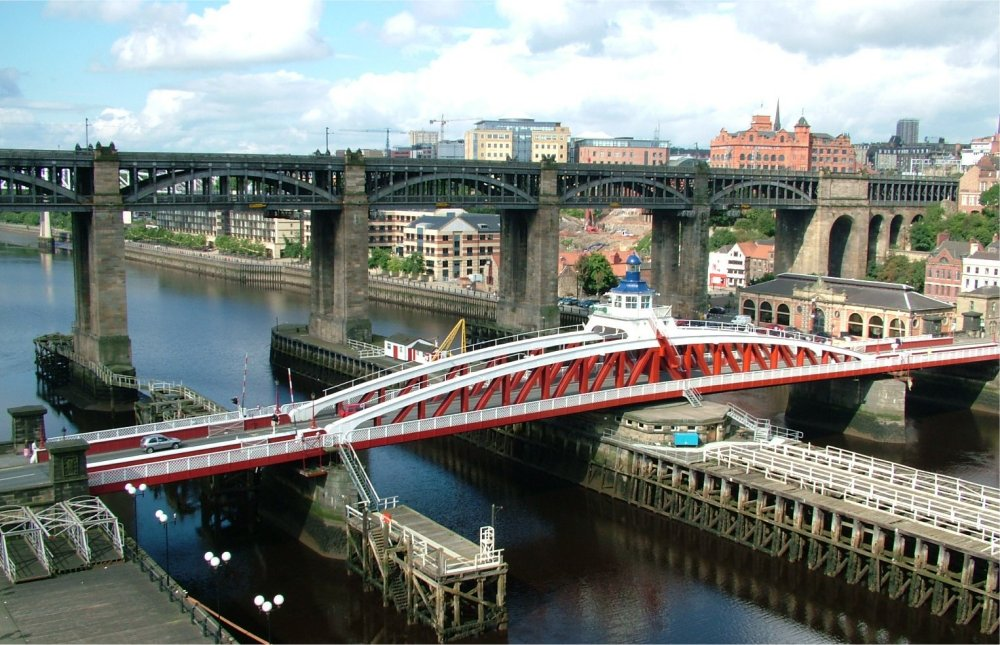
Puente giratorio en Newcastle

En 1876, debido a que el puente de Newcastle (construido en el siglo XVIII) restringía el acceso de los barcos a los talleres de Elswick, la compañía de Armstrong pagó la construcción de un nuevo puente giratorio, de modo que los buques de guerra pudieran instalar sus armas en Elswick. En 1882, la compañía de Armstrong se fusionó con Mitchell para formar la Sir William Armstrong, Mitchell and Co. Ltd., y en 1884 se abrió un astillero en Elswick para especializarse en la producción de buques de guerra. Los primeros buques producidos fueron los torpederos Panther y Leopard para la armada austrohúngara. El primer acorazado producido en Elswick sería el HMS Victoria, botado en 1887. El barco originalmente iba a llamarse "Renown", pero el nombre se cambió en honor al Jubileo de Oro de la Reina. Armstrong realizó personalmente de forma simbólica el primer y el último remache del buque. El barco tuvo mala suerte, ya que estuvo involucrado en una colisión con el HMS Camperdown en 1893 y se hundió con la pérdida de 358 hombres, incluido el vicealmirante Sir George Tryon. Un cliente importante del astillero de Elswick fue Japón, que adquirió varios cruceros, algunos de los cuales derrotaron a la flota rusa en la batalla de Tsushima en 1905. Se afirmó que todos los cañones japoneses utilizados en la batalla habían sido construidos en Elswick, el único astillero del mundo que por entonces podía construir un acorazado y armarlo por completo.

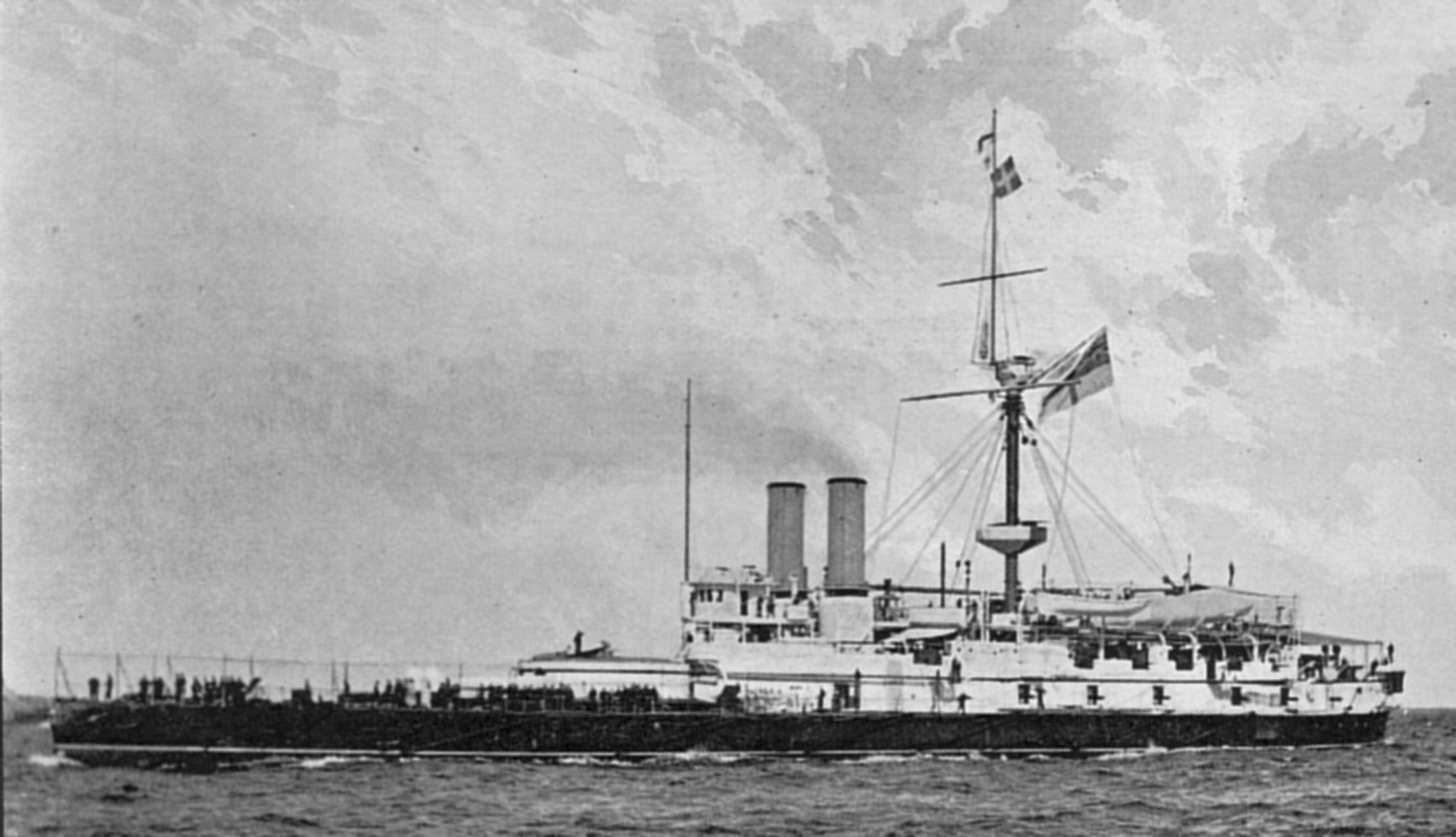
HMS Victoria en 1887

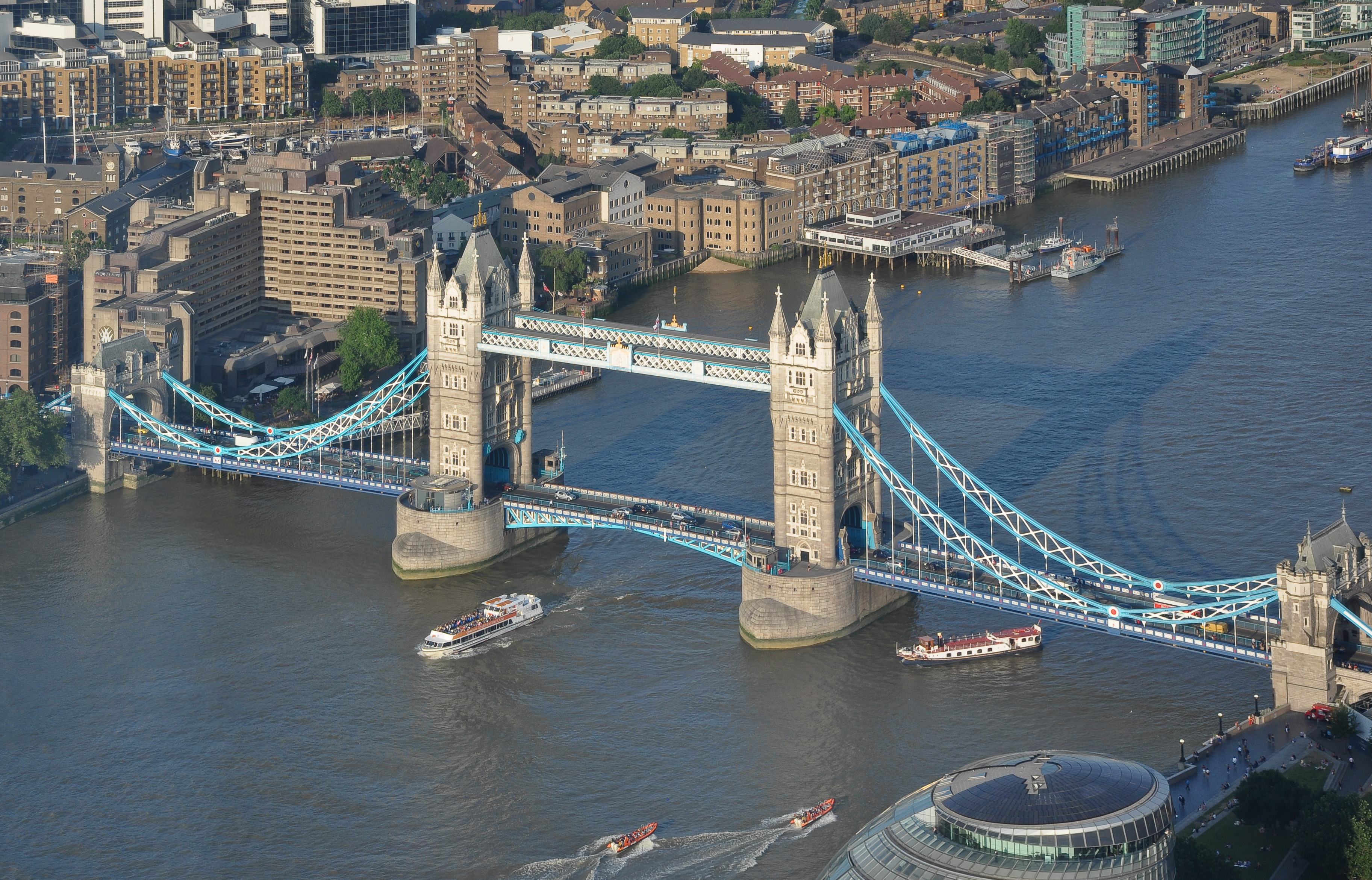
Vista aérea del Puente de la Torre

Las obras de Elswick continuaron prosperando, y en 1870 se extendían por tres cuartos de milla junto a la orilla del río. La población de Elswick, que era de 3539 habitantes en 1851, en 1871 había aumentado a 27.800 personas. En 1894, Elswick construyó e instaló los motores a vapor de bombeo, los acumuladores hidráulicos y los motores hidráulicos para operar el Puente de la Torre de Londres. En 1897, la empresa se fusionó con la compañía del antiguo rival de Armstrong, Joseph Whitworth, y se convirtió en Sir W. G. Armstrong, Whitworth & Co Ltd. Whitworth ya había muerto por entonces.
Armstrong reunió a muchos ingenieros excelentes en Elswick. Entre ellos destacaron Andrew Noble y George Wightwick Rendel, cuyos diseños de la disposición de las armas y del control hidráulico de las torretas se adoptaron en todo el mundo. Rendel introdujo el concepto del crucero como buque de guerra. Hubo una gran rivalidad y aversión entre Noble y Rendel, que se hizo evidente después de la muerte de Armstrong.

## Cragside

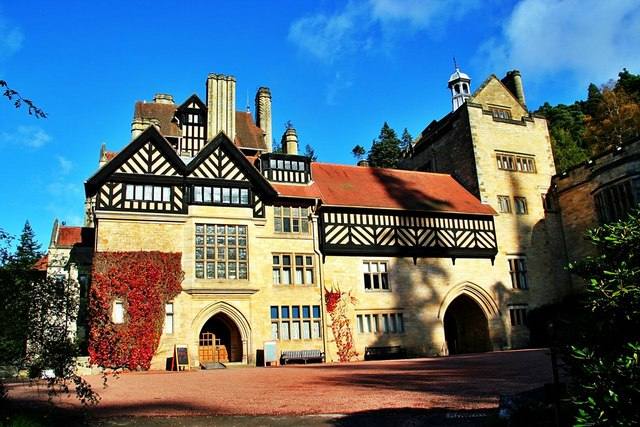
La entrada principal de Cragside, que parece inspirada en una obertura wagneriana

Desde 1863 en adelante, aunque Armstrong siguió siendo el director de su empresa, se involucró menos en su funcionamiento diario. Designó a varios hombres muy capaces para puestos de alto nivel, que continuaron su trabajo. Cuando se casó, adquirió una casa llamada Jesmond Dean (sic), que ahora está demolida y no debe confundirse con la cercana Jesmond Dene House. La casa de Armstrong estaba al oeste de Jesmond Dene, Newcastle y, por lo tanto, no muy lejos de su lugar de nacimiento. Tan pronto como había comprado un gran terreno dentro del Dene, comenzó a mejorar la tierra y a acondicionar el paisaje. En 1860 pagó al arquitecto local John Dobson para que diseñara un salón de banquetes con vistas al Dene, que aún se conserva, aunque ahora no tiene techo. Su casa cerca de Newcastle era adecuada para su ejercicio como abogado y su trabajo como industrial, pero cuando tenía más tiempo libre anhelaba poder disfrutar una casa en el campo.
A menudo había visitado Rothbury cuando era niño, cuando estaba afectado por una tos severa, y tenía buenos recuerdos de la zona. En 1863 compró un terreno en un estrecho y empinado valle donde el Debdon Burn fluye hacia el río Coquet, cerca de Rothbury. Hizo limpiar el terreno y supervisó la construcción de una casa encaramada en un promontorio rocoso, con vistas al valle. También supervisó un programa de plantación de árboles y musgos para cubrir la ladera rocosa con vegetación.
Su nueva casa se llamaba Cragside, y con el paso de los años, agrandó la propiedad alrededor de la casa. Finalmente, la finca ocupaba una superficie de 1729 acres (7 km²). Se plantaron siete millones de árboles, se construyeron cinco lagos artificiales y 31 millas (49,9 km) de caminos para carruajes. Los lagos se utilizaron para generar energía hidroeléctrica, y la casa fue la primera en el mundo en iluminarse con energía hidroeléctrica, utilizando lámparas incandescentes proporcionadas por el inventor Joseph Wilson Swan.
A medida que Armstrong dedicaba cada vez menos tiempo a la fábrica de Elswick, permanecía más prolongadamente en Cragside, que se convirtió en su hogar principal. En 1869 encargó al célebre arquitecto Richard Norman Shaw la ampliación y mejora de la casa, lo que se llevó a cabo durante un período de 15 años. En 1883 Armstrong entregó Jesmond Dene, junto con su salón de banquetes, a la ciudad de Newcastle, aunque conservó su casa al lado del Dene. Armstrong recibió a varios invitados eminentes en Cragside, incluido el Shah de Persia, el Rey de Siam, el Primer Ministro de China y el Príncipe y la Princesa de Gales.

## Vida posterior

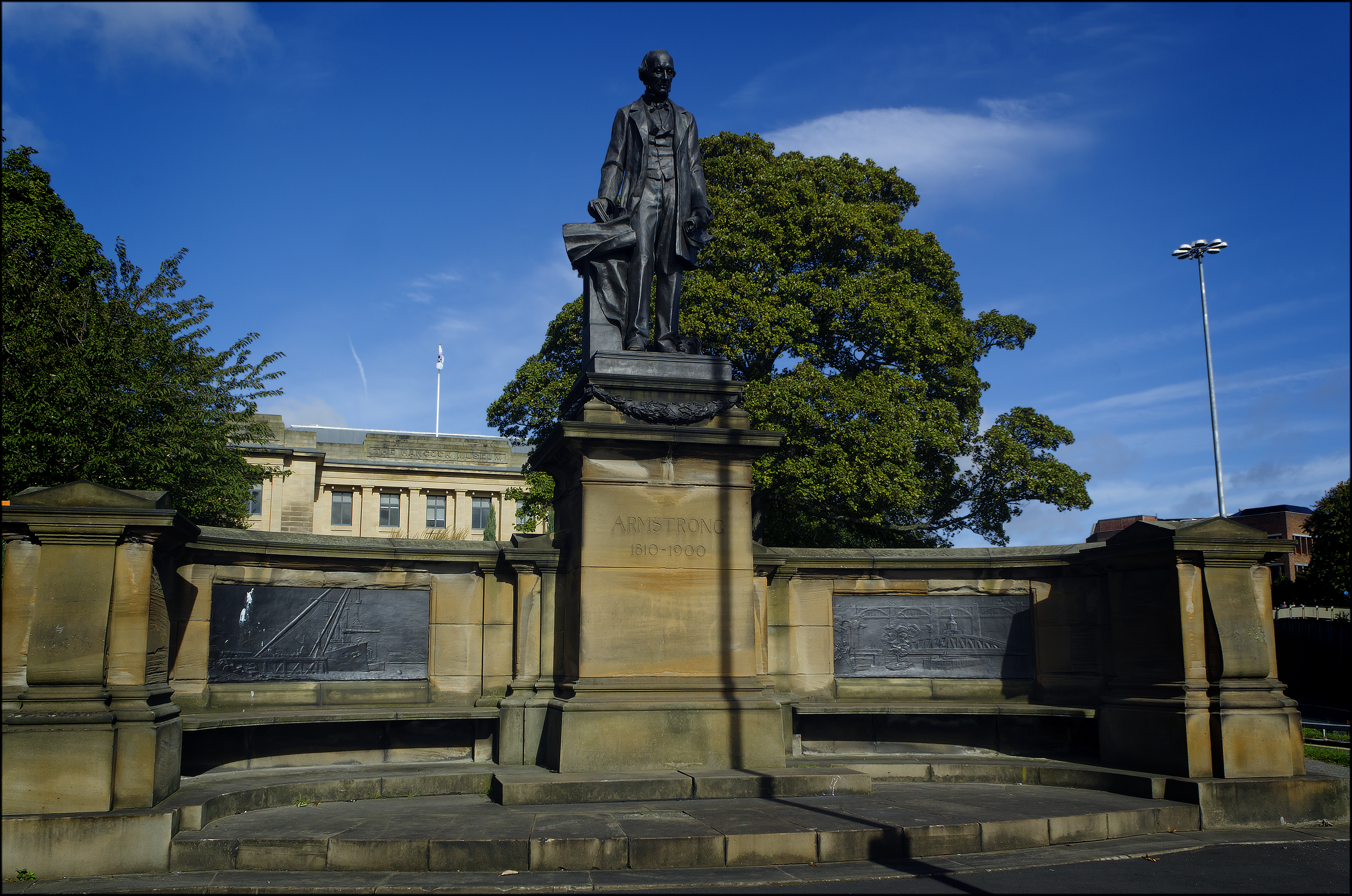
Estatua de Armstrong, Newcastle upon Tyne, frente al Great North Museum: Hancock, que contribuyó a financiar

En 1873 sería nombrado High Sheriff de Northumberland, y entre de 1872 y 1875 presidió el Instituto de Ingenieros Mecánicos y de Minas del Norte de Inglaterra. Fue elegido presidente de la Institución de Ingenieros Civiles en diciembre de 1881, cargo que desempeñó durante el año siguiente. Se le confirió la Membresía Honoraria de la Institución de Ingenieros y Constructores Navales en Escocia en 1884. En 1886, fue persuadido para presentarse como candidato del Partido Unionista Liberal por Newcastle, pero no tuvo éxito, quedando tercero en las elecciones. Ese mismo año se le otorgaron las llaves de la ciudad de Newcastle.
En 1887 fue elevado a la nobleza como "Baron Armstrong", de Cragside en el condado de Northumberland. Su último gran proyecto, iniciado en 1894, sería la compra y la restauración del enorme castillo de Bamburgh en la costa de Northumberland, que permanece en manos de la familia Armstrong. Su esposa, Margaret, murió en septiembre de 1893, en su casa de Jesmond. Armstrong murió en Cragside el 27 de diciembre de 1900, a los noventa años de edad. Fue enterrado en el cementerio de Rothbury, junto a su esposa. La pareja no tuvo hijos y el heredero de Armstrong fue su sobrino nieto William Watson-Armstrong. Su antiguo protegido, Andrew Noble, se convirtió en su sucesor al frente de la empresa.
Tal era la fama de Armstrong como fabricante de armas, que se piensa que es un posible modelo para el magnate de la producción de armas que aparece en la obra de George Bernard Shaw titulada Major Barbara. El personaje principal de la novela histórica de misterio de Iain Pears, titulada Stone's Fall, también tiene similitudes con Armstrong.

## Su actitud hacia el armamento
No hay evidencia de que Armstrong lamentara su decisión de dedicarse a la producción de armamento. Una vez dijo: "Si pensara que la guerra se fomentase, o que los intereses de la humanidad sufrirían por lo que he hecho, lo lamentaría mucho. No tengo tal aprensión". También dijo: "Es nuestro cometido, como ingenieros, hacer que las fuerzas de la materia obedezcan a la voluntad del hombre; los que utilizan los medios que les suministramos deben ser responsables de su legítima aplicación".

## Opiniones sobre energías renovables
Armstrong abogó por el uso de la energía renovable. Al afirmar que el carbón "se usaba de manera derrochadora y extravagante en todas sus aplicaciones", predijo en 1863 que Gran Bretaña dejaría de producir carbón en dos siglos. Además de defender el uso de la hidroelectricidad, también apoyó el uso de la energía solar, afirmando que la cantidad de energía solar recibida por un área de 1 acre (4000 m²) en la zona intertropical "ejercería la asombrosa potencia de 4000 caballos actuando durante casi nueve horas todos los días".

## Honores
- Nombrado caballero como Knight Bachelor (Kt) en 1859.
- Compañero del Orden del Baño en la División Civil.
- El 6 de julio de 1887 fue elevado a la nobleza como par Hereditario, lo que le permitió sentarse en la Cámara de los Lores. Tomó el título de Barón Armstrong, de  Cragside en el condado de Northumberland.
- En 1846 se le nombró Miembro de la Royal Society (FRS).
- Se le otorgaron las llaves de la ciudad de Newcastle en 1886.
- Medalla Telford de la Institución de Ingenieros Civiles en 1850.
- Medalla Albert de la Royal Society of Arts en 1878.
- Medalla de oro Bessemer del Instituto del Hierro y del Acero en 1891.

Títulos honoríficos
| Localización | Fecha | Escuela                  | Grado                     |
| ------------ | ----- | ------------------------ | ------------------------- |
| Inglaterra   | 1862  | Universidad de Cambridge | Doctor en Leyes (LL.D)    |
| Inglaterra   | 1870  | Universidad de Oxford    | Doctor en Ley Civil (DCL) |
| Inglaterra   | 1882  | Universidad de Durham    | Doctor en Ley Civil (DCL) |

## Escudo de armas
- Cresta: Un brazo derecho embebido en una armadura sosteniendo un mazo y rodeado en el codo por una corona de roble, todo en sus colores naturales
- Escudo: Una banda horizontal de gules, con una lanza entre dos brazos derechos con armadura en argenta (arriba y abajo), con las manos en color natural
- Soportes: A cada lado, un herrero con la camisa remangada, delantal de cuero y calzones azul oscuro, y medias gris oscuro; sosteniendo sobre el hombro en la mano exterior un mazo, todo en sus colores naturales
- Lema: Fortis in armis (Fuerte en las armas)[19]

## Filantropía
Armstrong donó el largo desfiladero boscoso de Jesmond Dene a la ciudad de Newcastle upon Tyne en 1883, así como también el puente Armstrong y el parque Armstrong cercanos. Participó en la fundación en 1871 de la Facultad de Ciencias Físicas, institución precursora de la University de Newcastle, rebautizada como Armstrong College en 1906. Fue presidente de la Sociedad Literaria y Filosófica de Newcastle upon Tyne desde 1860 hasta su muerte, así como dos veces presidente de la Institución de Ingenieros Mecánicos. Armstrong donó 11.500 libras para la construcción del Museo de Historia Natural Hancock de Newcastle, que se completó en 1882. Esta suma equivale a más de 555.000 libras en 2010. La generosidad de Lord Armstrong se extendió más allá de su muerte. En 1901, su heredero, William Watson-Armstrong donó otras 100.000 libras (equivalentes a 11 549 873 en 2021),  para la construcción del nuevo Hospital Royal Victoria en Newcastle upon Tyne. Su edificio original de 1753 en Forth Banks cerca del río Tyne, era inadecuado e imposible de ampliar. En 1903, la baronía de Armstrong fue revivida a favor de William Watson-Armstrong.

## Publicaciones
- Armstrong, W.G. (18 de abril de 1840), «On the application of a column of water as a motive power for driving machinery»,  The Mechanics' Magazine (J.C. Robertson) 32 (871): 530-536, illus. p. 529.
- —— (1868). «On the transmission of power by water pressure, with the application to railway goods stations, forge and foundry cranes, and blast‐furnace hoists». Proc. Inst. Mech. Eng. ( Institution of Mechanical Engineers) 19 (1868): 21-26. doi:10.1243/PIME_PROC_1868_019_007_02.
- —— (1869), «Description of the hydraulic swing bridge for the North Eastern Railway over the River Ouse near Goole», Proc. Inst. Mech. Eng. ( Institution of Mechanical Engineers) 20 (1869): 121-126, doi:10.1243/PIME_PROC_1869_020_013_02., placas: 17–24

## Lecturas relacionadas
- Dougan, David (1970). The Great Gun-Maker: The Story of Lord Armstrong. Sandhill Press. ISBN 0-946098-23-9.
- Heald, Henrietta (2012), William Armstrong: Magician of the North. Alnwick, Northumberland: McNidder & Grace. ISBN 978-0857160-42-3.
- Smith, Ken (2005), Emperor of Industry: Lord Armstrong of Cragside. Newcastle: Tyne Bridge Publishing, 48 pp. ISBN 1-85795-127-1.
- Bastable, Marshall J. (2004), Arms and the State, Sir William Armstrong and the Remaking of British Naval Power. UK: Ashgate, 300 pp. ISBN 0-7546-3404-3.